# Джордж Форрест
Джордж Форрест (англ. George Forrest; 1873–1932) — шотландський ботанік, мандрівник по Китаю.

## Біографія
Джордж Форрест народився 13 березня 1873 року тринадцятою дитиною в сім'ї Джорджа Форреста і Мері Бейн у місті Фолкерк. У віці 4 років переїхав до Кілмарнока, де батько відкрив фірму. Там і отримував початкову освіту. Після закінчення школи деякий час працював асистентом місцевого хіміка, однак, отримавши від батька багату спадщина, заходився подорожувати.
У 1891 році вирушив до родичів, що мешкали у Австралії, для того щоб видобувати золото. 1902 року через Південну Африку повернувся до Шотландії, до своєї матері. З 1903 року працював асистентом Айзека Бейлі Балфура у Единбурзькому ботанічному саду. Кожен день Форрест проходив 12 миль до роботи і назад.
У 1903 році Форрест був рекомендований Бальфуром ліверпульському власнику бавовняних плантацій Артуру Кілпіну Буллі, який шукав мандрівника у південно-західний Китай для створення розплідника морозостійких азійських рослин. 1904 року Джордж Форрест вирушив у свою першу експедицію у Китай, прибув до Далі у серпні. Він особисто оплатив щеплення від віспи тисячам місцевих жителів.
Внаслідок ненависного ставлення місцевих жителів до іноземців, яке погіршилося після масового вбивства ченців Френсісом Янгхазбендом, Форрест був єдиним з 17 збирачів рослин, що не був убитим та зумів утекти. Форрест пересувався по лісі ночами, ледве уникнув смерті, проте він втратив усі свої записи, і його нога була поранена бамбуковою палицею. Попри це він відразу ж продовжив збір рослин, у чому йому допомагали представники доброзичливого народу лісу, замаскувавши його під тибетця. Він супроводжував британського консула Джорджа Літтона в поході з сучасного району Салуїн у М'янму. Літтон незабаром захворів малярією та помер. У березні 1906 Форрест відвідав район Лікьян, де сам заразився малярією і був змушений на певний час відмовитися від подорожей. Наприкінці 1906 року Форрест повернувся до Великої Британії з великим гербарієм засушених і живих рослин.
У 1907 році Форрест одружився з Клементиною Трейл, яка також працювала у гербарії в Единбурзі. У них було троє дітей, яких Форрест в їх дитинстві бачив вкрай рідко. 1910 року він знову відправився в Китай за підтримки Буллі. Внаслідок конфлікту з Буллі Форрест незабаром перейшов до його конкурента Джона Чарлза Вільямса.
Згодом Форрест ще 5 разів їздив до Китаю та Бірми за підтримки Вільямса і утвореного у 1915 році Рододендронового товариства. У свою останню експедицію, під час якої він збирався, за його власними словами, дозбирувати все непомічені раніше види, він відправився в 1930 році. Форрест, мабуть, виконав мету експедиції, зібравши понад 31 тисячу зразків рослин, птахів, комах, ссавців і етнографічних експонатів, проте не повернувся на батьківщину. Під час полювання 5 січня 1932 року в околицях міста Тен'юе у Форреста стався обширний інфаркт, внаслідок якого він миттєво помер. 7 січня він був похований в Тен'юе, поруч зі своїм другом Джорджем Літтоном.

## Почесті та нагороди
У 1921 році Форрест отримав Медаль Вікторії Королівського садівницького товариства. З 1924 року він був членом Лондонського Ліннєївського товариства. 1927 року удостоєний Меморіальної медалі Вейтч. 1930 року Рододендронове товариство вручило Форресту Кубок рододендронів за відкриття 260 нових видів рододендрону.

## Окремі наукові роботи
Джордж Форрест практично не цікавився ботанічною систематикою, залишаючи визначення зібраних зразків іншим ученим, головним чином Бальфуру.
- Smith, W.W.; Fletcher, H.R.; Forrest, G. The Genus Primula.

## Деякі види рослин, названі на честь Дж. Форреста
- Abies forrestii Coltm.-Rog., 1912
- Aconitum forrestii Stapf, 1910
- Acronema forrestii H.Wolff, 1930
- Ajuga forrestii Diels, 1912
- Allantodia forrestii Ching ex Z.R.Wang, 1994
- Allium forrestii Diels, 1912
- Androsace forrestiana Hand.-Mazz., 1927
- Arenaria forrestii Diels, 1912
- Aristolochia forrestiana J.S.Ma, 1989
- Artemisia forrestii W.W.Sm., 1920
- Astragalus forrestii N.D.Simpson, 1913
- Begonia forrestii Irmsch., 1939
- Berberis forrestii Ahrendt, 1941
- Betula forrestii Hand.-Mazz., 1929
- Braya forrestii W.W.Sm., 1913
- Briggsia forrestii Craib, 1920
- Buddleja forrestii Diels, 1912
- Carex forrestii Kük., 1913
- Caryopteris forrestii Diels, 1912
- Chelonopsis forrestii J.Anthony, 1928
- Chirita forrestii J.Anthony, 1924 [≡ Henckelia forrestii (J.Anthony) D.J.Middleton & Mich.Möller, 2011]
- Chrysosplenium forrestii Diels, 1912
- Codonopsis forrestii Diels, 1912
- Cotoneaster forrestii G.Klotz, 1964
- Cremanthodium forrestii Jeffrey, 1913
- Cynanchum forrestii Schltr., 1913
- Cypripedium forrestii P.J.Cribb, 1992
- Daiswa forrestii Takht., 1983 [≡ Paris forrestii (Takht.) H.Li, 1984]
- Delphinium forrestii Diels, 1912
- Diospyros forrestii J.Anthony, 1934
- Dracocephalum forrestii W.W.Sm., 1916
- Dumasia forrestii Diels, 1912
- Epigeneium forrestii Ormerod, 2007 [≡ Dendrobium forrestii (Ormerod) Schuit. & Peter B.Adams, 2011]
- Festuca forrestii St.-Yves, 1927
- Galium forrestii Diels, 1912
- Garuga forrestii W.W.Sm., 1921
- Gentiana forrestii C.Marquand, 1928
- Habenaria forrestii Schltr., 1912 [≡ Peristylus forrestii (Schltr.) K.Y.Lang, 1987]
- Hedychium forrestii Diels, 1912
- Hemerocallis forrestii Diels, 1912
- Hemipilia forrestii Rolfe, 1913
- Heracleum forrestii H.Wolff, 1933
- Ilex forrestii H.F.Comber, 1933
- Indigofera forrestii Craib, 1913
- Iris forrestii Dykes, 1910
- Incarvillea forrestii H.R.Fletcher, 1935
- Impatiens forrestii Hook.f. & W.W.Sm., 1915
- Inula forrestii J.Anthony, 1934
- Jurinea forrestii Diels, 1912 [≡ Dolomiaea forrestii (Diels) C.Shih, 1986]
- Leontopodium forrestianum Hand.-Mazz., 1924
- Leptodermis forrestii Diels, 1912
- Lespedeza forrestii Schindl., 1912
- Linnaea forrestii Diels, 1912 [≡ Abelia forrestii (Diels) W.W.Sm., 1916]
- Liparis forrestii Rolfe, 1913
- Lysionotus forrestii W.W.Sm., 1928
- Meconopsis forrestii Prain, 1907
- Notopterygium forrestii H.Wolff, 1930
- Omphalodes forrestii Diels, 1912 [≡ Microula forrestii (Diels) I.M.Johnst., 1928]
- Omphalogramma forrestii Balf.f., 1912
- Parasenecio forrestii W.W.Sm. & Small, 1922
- Parrya forrestii W.W.Sm., 1914 [≡ Erysimum forrestii (W.W.Sm.) Polatschek, 1994]
- Pedicularis forrestiana Bonati, 1911
- Periploca forrestii Schltr., 1913
- Petrocosmea forrestii Craib, 1919
- Phlomis forrestii Diels, 1912 [≡ Phlomoides forrestii (Diels) Kamelin & Makhm., 1990]
- Phoebe forrestii W.W.Sm., 1921 [≡ Machilus forrestii (W.W. Sm.) L.Li, J.Li & H.W.Li, 2011]
- Phyllanthus forrestii W.W.Sm., 1914
- Plectranthus forrestii Diels, 1912 [≡ Isodon forrestii (Diels) Kudô, 1929]
- Pleione forrestii Schltr., 1912
- Pleurogyne forrestii Balf.f., 1908 [≡ Lomatogonium forrestii (Balf.f.) Fernald, 1919]
- Polygonum forrestii Diels, 1912
- Primula forrestii Balf.f., 1908
- Pyrola forrestiana Andres, 1913
- Randia forrestii J.Anthony, 1934 [≡ Benkara forrestii (J.Anthony) Ridsdale, 2008]
- Rhamnella forrestii W.W.Sm., 1917
- Rheum forrestii Diels, 1912
- Rhododendron forrestii Balf.f. ex Diels, 1912
- Rhodoleia forrestii Chun ex Exell, 1933
- Roettlera forrestii Diels, 1912 [≡ Oreocharis forrestii (Diels) Skan, 1917]
- Rosa forrestiana Boulenger, 1936
- Roscoea forrestii Cowley, 1982
- Rubus forrestianus Hand.-Mazz., 1933
- Salix forrestii K.S.Hao ex C.F.Fang & A.K.Skvortsov, 1998
- Saxifraga forrestii Engl. & Irmsch., 1912
- Scutellaria forrestii Diels, 1912
- Sedum forrestii Raym.-Hamet, 1912
- Sorbus forrestii McAll. & Gillham, 1980
- Staphylea forrestii Balf.f., 1912
- Strobilanthes forrestii Diels, 1912
- Swertia forrestii Harry Sm., 1965
- Syzygium forrestii Merr. & L.M.Perry, 1938
- Taraxacum forrestii Soest, 1961
- Thea forrestii Diels, 1912 [≡ Camellia forrestii (Diels) Cohen-Stuart, 1916]
- Tovaria forrestii W.W.Sm., 1914 [≡ Maianthemum forrestii (W.W.Sm.) LaFrankie, 1986]
- Tremacron forrestii Craib, 1918
- Tripterygium forrestii Loes., 1913
- Tsuga forrestii Downie, 1923
- Tylophora forrestii M.G.Gilbert & P.T.Li, 1995
- Utricularia forrestii P.Taylor, 1986
- Vernonia forrestii J.Anthony, 1933 [≡ Distephanus forrestii (J.Anthony) H.Rob. & B.Kahn, 1986]
- Veronica forrestii Diels, 1912
- Viola forrestiana W.Becker, 1923
- Vittaria forrestiana Ching, 1931 [≡ Haplopteris forrestiana (Ching) E.H.Crane, 1997]